# Campionati europei di ciclismo su pista 2014
I Campionati europei di ciclismo su pista 2014 si sono svolti a Baie-Mahault, in Francia, tra il 16 e il 19 ottobre 2014. Hanno visto la partecipazione di 218 atleti in rappresentanza di 23 Paesi e l'assegnazione di diciannove titoli continentali, dieci maschili e nove femminili.
Ospitati per la prima volta oltre Oceano, presso il velodromo scoperto Amédée Détraux di Baie-Mahault, nella Guadalupa francese, hanno visto per la prima volta la presenza in programma di tutte le 10 discipline e le 19 gare già presenti ai campionati del mondo.

## Programma
Giovedì 16 ottobre
- Velocità a squadre maschile
- Inseguimento a squadre maschile
- Scratch maschile
- Velocità a squadre femminile
- Inseguimento a squadre femminile
- Corsa a punti femminile

Venerdì 17 ottobre
- Corsa a punti maschile
- Scratch femminile

Sabato 18 ottobre
- Chilometro a cronometro
- Vitesse individuelle hommes
- Inseguimento individuale maschile
- Omnium maschile
- 500 metri a cronometro
- Velocità femminile

Domenica 19 ottobre
- Keirin maschile
- Americana
- Keirin femminile
- Inseguimento individuale femminile
- Omnium femminile

## Medagliere
| Pos.   | Paese         | Oro | Argento | Bronzo | Totale |
| ------ | ------------- | --- | ------- | ------ | ------ |
| 1      | Gran Bretagna | 6   | 1       | 1      | 8      |
| 2      | Russia        | 4   | 3       | 3      | 10     |
| 3      | Germania      | 3   | 4       | 6      | 13     |
| 4      | Francia       | 2   | 2       | 2      | 6      |
| 5      | Belgio        | 1   | 3       | 0      | 4      |
| 6      | Italia        | 1   | 1       | 3      | 5      |
| 7      | Polonia       | 1   | 1       | 0      | 2      |
| 8      | Austria       | 1   | 0       | 0      | 1      |
| 9      | Paesi Bassi   | 0   | 2       | 2      | 4      |
| 10     | Spagna        | 0   | 2       | 1      | 3      |
| 11     | Lituania      | 0   | 0       | 1      | 1      |
| Totale | Totale        | 19  | 19      | 19     | 57     |

## Sommario degli eventi
| Eventi                            | Oro                                                                 | Prestazione | Argento                                                                         | Prestazione | Bronzo                                                                       | Prestazione |
| Uomini                            |                                                                     |             |                                                                                 |             |                                                                              |             |
| Chilometro a cronometro dettagli  | Callum Skinner Gran Bretagna                                        | 1'02"399    | Joachim Eilers Germania                                                         | 1'02"474    | Quentin Lafargue Francia                                                     | 1'02"734    |
| Keirin dettagli                   | Joachim Eilers Germania                                             |             | Matthijs Büchli Paesi Bassi                                                     |             | Denis Dmitriev Russia                                                        |             |
| Velocità dettagli                 | Grégory Baugé Francia                                               |             | Damian Zieliński Polonia                                                        |             | Robert Förstemann Germania                                                   |             |
| Velocità a squadre dettagli       | Germania Robert Förstemann Tobias Wächter Joachim Eilers            | 59"602      | Francia Grégory Baugé Kévin Sireau Michaël D'Almeida                            | 59"820      | Russia Denis Dmitriev Pavel Jakuševskij Nikita Šuršin                        | 1'00"061    |
| Inseguimento individuale dettagli | Andrew Tennant Gran Bretagna                                        | 4'32"686    | Aleksandr Evtušenko Russia                                                      | 4'34"954    | Kersten Thiele Germania                                                      | 4'32"878    |
| Inseguimento a squadre dettagli   | Gran Bretagna Ed Clancy Jonathan Dibben Owain Doull Andrew Tennant  | 4'11"545    | Germania Henning Bommel Theo Reinhardt Nils Schomber Kersten Thiele             | 4'12"342    | Russia Aleksej Kurbatov Evgenij Kovalëv Ivan Kovalëv Aleksandr Serov         | 4'13"318    |
| Corsa a punti dettagli            | Benjamin Thomas Francia                                             | 37 pt.      | Liam Bertazzo Italia                                                            | 30 pt.      | Henning Bommel Germania                                                      | 24 pt.      |
| Americana dettagli                | Austria Andreas Graf Andreas Müller                                 | 6 pt.       | Belgio Kenny De Ketele Otto Vergaerde                                           | 21 pt. (-1) | Francia Vivien Brisse Morgan Kneisky                                         | 18 pt. (-1) |
| Scratch dettagli                  | Otto Vergaerde Belgio                                               |             | Eloy Teruel Spagna                                                              |             | Ed Clancy Gran Bretagna                                                      |             |
| Omnium dettagli                   | Elia Viviani Italia                                                 | 219 pt.     | Jonathan Dibben Gran Bretagna                                                   | 198 pt.     | Unai Elorriaga Spagna                                                        | 179 pt.     |
| Donne                             |                                                                     |             |                                                                                 |             |                                                                              |             |
| 500 metri a cronometro dettagli   | Anastasija Vojnova Russia                                           | 34"242      | Elis Ligtlee Paesi Bassi                                                        | 34"776      | Miriam Welte Germania                                                        | 34"842      |
| Keirin dettagli                   | Kristina Vogel Germania                                             |             | Elena Brežniva Russia                                                           |             | Shanne Braspennincx Paesi Bassi                                              |             |
| Velocità dettagli                 | Anastasija Vojnova Russia                                           |             | Tania Calvo Spagna                                                              |             | Kristina Vogel Germania                                                      |             |
| Velocità a squadre dettagli       | Russia Elena Brežniva Anastasija Vojnova                            | 44"341      | Germania Kristina Vogel Miriam Welte                                            | 44"623      | Paesi Bassi Shanne Braspennincx Elis Ligtlee                                 | 45"302      |
| Inseguimento individuale dettagli | Katie Archibald Gran Bretagna                                       | 3'40"136    | Mieke Kröger Germania                                                           | 3'42"153    | Vilija Sereikaitė Lituania                                                   | 3'45"811    |
| Inseguimento a squadre dettagli   | Gran Bretagna Katie Archibald Elinor Barker Ciara Horne Laura Trott | 4'38"391    | Russia Tamara Balabolina Aleksandra Gončarova Irina Moličeva Evgenija Romanjuta | 4'45"364    | Italia Beatrice Bartelloni Simona Frapporti Tatiana Guderzo Silvia Valsecchi | 4'42"018    |
| Corsa a punti dettagli            | Eugenia Bujak Polonia                                               | 21 pt.      | Kelly Druyts Belgio                                                             | 14 pt.      | Elena Cecchini Italia                                                        | 14 pt.      |
| Scratch dettagli                  | Evgenija Romanjuta Russia                                           |             | Laurie Berthon Francia                                                          |             | Elena Cecchini Italia                                                        |             |
| Omnium dettagli                   | Laura Trott Gran Bretagna                                           | 199 pt.     | Jolien D'Hoore Belgio                                                           | 198 pt.     | Anna Knauer Germania                                                         | 167 pt.     |